# Natação nos Jogos Olímpicos de Verão de 2024 - 400 m medley feminino
A prova dos 400 m medley feminino da natação nos Jogos Olímpicos de Verão de 2024 ocorreu em 29 de julho de 2024 na Paris La Défense Arena, em Paris. Um total de 16 nadadoras de 11 Comitês Olímpicos Nacionais (CON) participaram do evento.

## Qualificação
Cada Comitê Olímpico Nacional (CON) poderia inscrever no máximo duas nadadoras qualificadas em cada evento individual, mas somente se ambas atingissem o "tempo de qualificação olímpica" (OQT). Uma nadadora por evento poderia potencialmente entrar se atingisse o "tempo de consideração olímpica" (OCT), ou se a cota total de 852 competidores não tivesse sido atingida. Os CONs também poderiam inscrever nadadoras independentemente do tempo através das vagas de universalidade, mesmo que não tenham atingindo nenhum dos tempos de inscrição padrão (OQT/OCT).
Após o fim da janela de qualificação, a World Aquatics avaliou o número de nadadores que alcançaram o OQT, o número de nadadores somente para as provas de revezamento e o número de vagas de universalidade, antes de convidar aqueles com OCT para cumprir a cota total de 852. Além disso, as vagas no OCT foram distribuídas por evento de acordo com as posições no ranking mundial durante o prazo de qualificação. Para os 400 m medley feminino, o OQT foi de 4min38s53 e o OCT de 4min39s92.

## Formato
A competição consiste em duas rodadas: preliminares e final. As nadadoras com os 8 melhores tempos nas baterias preliminares avançam para a final. Desempates (swim-offs) são utilizados conforme necessário para quebrar os empates de avanço a próxima rodada.

## Calendário
Horário local (UTC+2)
| Data                | Horário | Fase         |
| ------------------- | ------- | ------------ |
| 29 de julho de 2024 | 10:00   | Preliminares |
| 29 de julho de 2024 | 19:35   | Final        |

## Medalhistas
| Ouro   | CAN Summer McIntosh |
| Prata  | USA Katie Grimes    |
| Bronze | USA Emma Weyant     |

## Recordes
Antes desta competição, os recordes mundiais e olímpicos da prova eram os seguintes:
| Tipo | Atleta          | Tempo   | Local          | Data                |
| ---- | --------------- | ------- | -------------- | ------------------- |
|      | Summer McIntosh | 4:24.38 | Toronto        | 16 de maio de 2024  |
|      | Katinka Hosszú  | 4:26.36 | Rio de Janeiro | 6 de agosto de 2016 |

## Resultados

### Preliminares
As nadadoras com os oito melhores tempos, independente da bateria, avançam à final.
| Pos. | Bateria | Raia | Nadadora           | CON                | Tempo   | Notas |
| ---- | ------- | ---- | ------------------ | ------------------ | ------- | ----- |
| 1    | 1       | 6    | Emma Weyant        | USA Estados Unidos | 4:36.27 | Q     |
| 2    | 1       | 4    | Katie Grimes       | USA Estados Unidos | 4:37.24 | Q     |
| 3    | 2       | 4    | Summer McIntosh    | CAN Canadá         | 4:37.35 | Q     |
| 4    | 1       | 5    | Freya Colbert      | GBR Grã-Bretanha   | 4:37.62 | Q     |
| 5    | 2       | 6    | Mio Narita         | JPN Japão          | 4:37.84 | Q     |
| 6    | 2       | 7    | Ella Ramsay        | AUS Austrália      | 4:39.04 | Q     |
| 7    | 2       | 1    | Ellen Walshe       | IRL Irlanda        | 4:39.97 | Q     |
| 8    | 1       | 7    | Katie Shanahan     | GBR Grã-Bretanha   | 4:40.40 | Q     |
| 9    | 2       | 5    | Jenna Forrester    | AUS Austrália      | 4:40.55 |       |
| 10   | 2       | 3    | Anastasia Gorbenko | ISR Israel         | 4:41.64 |       |
| 11   | 1       | 1    | Ella Jansen        | CAN Canadá         | 4:42.06 |       |
| 12   | 2       | 8    | Emma Carrasco      | ESP Espanha        | 4:43.13 |       |
| 13   | 2       | 2    | Ageha Tanigawa     | JPN Japão          | 4:43.18 |       |
| 14   | 1       | 3    | Vivien Jackl       | HUN Hungria        | 4:44.47 |       |
| 15   | 1       | 2    | Sara Franceschi    | ITA Itália         | 4:48.89 |       |
| 16   | 1       | 8    | Anja Crevar        | SRB Sérvia         | 4:49.16 |       |

### Final
As três nadadoras mais rápidas na final conquistam as medalhas.
| Pos.              | Raia | Nadadora        | CON                | Tempo   | Notas |
| ----------------- | ---- | --------------- | ------------------ | ------- | ----- |
| Medalha de ouro   | 3    | Summer McIntosh | CAN Canadá         | 4:27.71 |       |
| Medalha de prata  | 5    | Katie Grimes    | USA Estados Unidos | 4:33.40 |       |
| Medalha de bronze | 4    | Emma Weyant     | USA Estados Unidos | 4:34.93 |       |
| 4                 | 6    | Freya Colbert   | GBR Grã-Bretanha   | 4:35.67 |       |
| 5                 | 7    | Ella Ramsay     | AUS Austrália      | 4:38.01 |       |
| 6                 | 2    | Mio Narita      | JPN Japão          | 4:38.83 |       |
| 7                 | 8    | Katie Shanahan  | GBR Grã-Bretanha   | 4:40.17 |       |
| 8                 | 1    | Ellen Walshe    | IRL Irlanda        | 4:40.70 |       |

Legenda
| Recorde mundial      | Recorde mundial (World record)               |                       | Recorde africano                      | Recorde africano (African) |                                           | Q | Classificado por posição (Qualified) |
| Recorde olímpico     | Recorde olímpico (Olympic record)            | Recorde da América    | Recorde da América (Americas)         | q                          | Classificado por melhor tempo (Qualified) |   |                                      |
| Melhor marca do ano  | Melhor marca do ano (World leading)          | Recorde asiático      | Recorde asiático (Asian)              | DNS                        | Não largou (Did not start)                |   |                                      |
| Recorde nacional     | Recorde nacional (National record)           | Recorde europeu       | Recorde europeu (European)            | DNF                        | Não terminou (Did not finish)             |   |                                      |
| Recorde pessoal      | Recorde pessoal do atleta (Personal best)    | Recorde da Oceania    | Recorde da Oceania (Oceania)          | DSQ / DQ                   | Desclassificado (Disqualified)            |   |                                      |
| Recorde da temporada | Recorde da temporada do atleta (Season best) | Recorde sul-americano | Recorde sul-americano (South America) | NM                         | Sem marca (No mark)                       |   |                                      |